# Proyecciología
La Proyecciología (del latín projectio (proyección) y logos del griego (tratado) es la rama, subcampo, o especialidad de carácter más práctico de la concienciología, y psicobiofísica (versión más amplia de la Parapsicología) que examinó las proyecciones de la conciencia y la energía de las proyecciones de la propia conciencia fuera del cuerpo humano, o las acciones de la conciencia que operan fuera del estado de la restricción física del cerebro y todo el cuerpo biológico. Debido a la falta de evidencia científica y experimentos en condiciones controladas, la ausencia de hipótesis que puedan probarse o falsarse mediante el método científico, la Proyecciología (así como otras ramas de la parapsicología) es considerada una pseudociencia.
El neologismo Proyecciología fue propuesto por el investigador médico, y médium brasileño Waldo Vieira en 1979 en el libro Proyecciones de la Conciencia, una reunión de los informes de las experiencias extracorporales del propio autor, en forma de un diario.  Este fenómeno es conocido también como desdoblamiento o proyección astral.

## Correlación
Además de las experiencias extracorporales, la proyecciología también investiga decenas de fenómenos parapsíquicos relacionados, como la bilocación, clarividencia, deja vu, experiencias cercanas a la muerte (ECM), precognición, retrocognición, telepatía y otros.

## Verse
- Espiritismo
- Instituto Monroe